# Bitwa pod Argentoratum
Bitwa pod Argentoratum (zwana też bitwą pod Strasbourgiem) – starcie zbrojne, które miało miejsce w roku 357 n.e. Stoczono ją w trakcie walk cezara Juliana Apostaty z Alamanami.

## Przed bitwą
Latem 357 roku wojska rzymskie przeprowadziły kampanię w Galli, której celem było powstrzymanie łupieskich napadów barbarzyńców na tereny Cesarstwa. Kilka dni przed bitwą do dowodzącego wojskami rzymskimi cezara Juliana Apostaty przybyło poselstwo Alamanów, przedstawiające cesarzowi żądania natychmiastowego przerwania działań bojowych oraz wycofania się z północnej Galli. Żądania te zostały odrzucone, a posłowie wzięci w niewolę, by nie móc zdradzić swoim zwierzchnikom stanu sił rzymskich. Pomimo tego zabiegu Alamanowie znali ustawienie wojsk rzymskich dzięki jednemu ze zbiegów z armii Juliana. W efekcie naprzeciw prawego skrzydła wojsk rzymskich, składającego się z ciężkiej jazdy, stanęła alamańska jazda oraz lekka piechota, jako jednostki najlepiej nadające się do walki z opancerzoną kawalerią. Na swoim prawym skrzydle Alamanowie przygotowali zasadzkę na wojska rzymskie z ukrytych w nierównym terenie wojowników.

## Bitwa

### I faza
Bitwę rozpoczęło  lewe skrzydło Rzymian, początkowo szybko posuwające się do przodu. Brak oporu ze strony przeciwnika skłonił Rzymian do większej ostrożności, pomimo ponagleń samego głównodowodzącego. Ostatecznie dzięki roztropności rzymskich wojsk nie udało się Alamanom ich zaskoczenie. Chwilę potem doszło do starcia centrum i prawego skrzydła rzymskiego.

### II faza
W tej fazie walki  piesi wojownicy barbarzyńscy zażądali od Chnodomara, by zsiadł z konia i walczył pieszo wraz z nimi. Wódz przystał na tę prośbę i wraz ze swoją świtą kontynuował walkę pieszo. W tym czasie dwukrotnie załamywał się front rzymskiej kawalerii, co doprowadziło do starcia piechoty na tym odcinku.

### III faza
W tej fazie bitwy doszło do przełamania frontu rzymskiej piechoty, tak że do walki wkroczyć musiała "castra praetoria" – elitarny oddział piechoty, który ostatecznie odparł atak Alamanów. Po tym niepowodzeniu Germanie rozpoczęli paniczny odwrót w stronę Renu, w czasie którego ponieśli ciężkie straty ze strony ścigających ich legionistów.

## Po bitwie
W wyniku walk Germanie stracili 6 tysięcy zabitych i 200 jeńców, wśród których znalazł się Chnodomar. Straty Rzymian były dużo mniejsze – 243 zabitych i około tysiąca rannych. Następnego dnia zwycięski cezar rozkazał wypuścić posłów alamańskich oraz przygotować się do forsowania Renu, co przyśpieszyło zawieszenie broni pomiędzy Cesarstwem a Alamanami.